# Soft Ballet
Soft Ballet (estilizado em maiúsculas como SOFT BALLET) foi um grupo japonês de música eletrônica formado em 1986 por Maki Fujii, Ken Morioka e Ryoichi Endo. Após se separarem em 1995, se reuniram de 2002 a 2003.
Ai to Heiwa foi considerado um dos melhores álbuns de 1989 a 1998 em uma edição da revista musical Band Yarouze.

## Carreira
Os modelos da revista June Ken Morioka, Ryoichi Endo e Maki Fujii formaram o projeto Volaju em 1986, que mais tarde foi renomeado para Soft Ballet. Em agosto de 1987, lançaram o disco Tokio Bang!, gravado numa loja de discos new wave em Shibuya.
Pela gravadora independente Taiyō Records lançaram seu primeiro single em 1989, "Body to Body". Em 25 de setembro, após assinar com a grande gravadora Alpha Records lançaram seu álbum de estreia Earth Born. Após se transferirem para a Victor em 1992, lançaram Million Mirrors. Em 1995, Form foi lançado, e no primeiro dia da turnê de promoção ao álbum, foi anunciada a separação a banda. O trio juntou-se em 2002 e lançou mais dois álbuns até se separar novamente em 2003. Em 2016, Ken Morioka faleceu.

## Membros
- Ryoichi Endo (遠藤遼一) – vocais
- Maki Fujii (藤井麻輝) – programação, sintetizador, percussão, vocais
- Ken Morioka (森岡賢) – programação, sintetizador, piano

## Discografia

### Álbuns de estúdio
| Título                 | Lançamento             | Posição na Oricon |
| ---------------------- | ---------------------- | ----------------- |
| Earth Born             | 25 de setembro de 1989 | –                 |
| Document               | 25 de abril de 1990    | 31                |
| 3 [drai]               | 28 de novembro de 1990 | 23                |
| Ai to Heiwa (愛と平和) | 21 de maio de 1991     | 8                 |
| Million Mirrors        | 21 de outubro de 1992  | 10                |
| Incubate               | 6 de março de 2002     | 15                |
| Form                   | 21 de abril de 1995    | 8                 |
| Symbiont               | 23 de outubro de 2002  | 37                |
| Menopause              | 29 de outubro de 2003  | 33                |